# طبقات المجتمع الأوروبي في العصر القديم

"رجال الدين، الفرسان، والعمال": طبقات المجتمع الثلاثة في مخطوطة فرنسية من العصور الوسطى.

طبقات المجتمع الأوروبي عبارة تشير لطبقات المجتمع الممثلة في شكل هرمي، المعترف بها في العصور الوسطى والفترة المعاصرة المبكرة في أوروبا المسيحية؛ وتنقسم أحياناً إلى ثلاثة طبقات: رجال الدين، النبلاء، والعامة، وعادة ما كان يشار إليهم في العصور الوسطى حسب ترتيب الأهمية (كترتيب هرمي كما أمر الله) الطبقة الأولى، الثانية، والثالثة بالترتيب. في هذا التريب، رتب الله الكهنوت، والذي ترجع أهمية لترتيب الملوك والنبلاء،
الذين حازو على امتيازات أكثر من تلك التي حازها المرموقين من العامة، أو البرجوازيين؛ ومن هنا جاءت الاشارات المتكررة لفلاحي أوروبا على أنهم «الطبقة الرابعة» — وإن كان يعتقد أنهم كانوا لا يمتلكون أي سلطة في نظر الآخرين. الأفراد الذين وُلدو في طبقتهم، وكان تغير وضعهم الاجتماعي بطيئ، هذا إن حدث. كانت كنيسة العصور الوسطى هي الاستثناء، والتي كانت المؤسسة الوحيدة التي يمكن للرجال (والنساء) الوصول إليها، مرة واحدة في العمر، حيث كانت أعلى منصب في المجتمع.

## مملكة فرنسا
كانت المجتمع الفرنسي تحت النظام القديم (قبل وقوع الثورة الفرنسية) ينقسم إلى ثلاث طبقات: الطبقة الأولى (رجال الدين)؛ الطبقة الثانية (النبلاء)؛ والطبقة الثالثة (العامة). وكان الملك لا ينتمي لأي طبقة من هذه الطبقات.

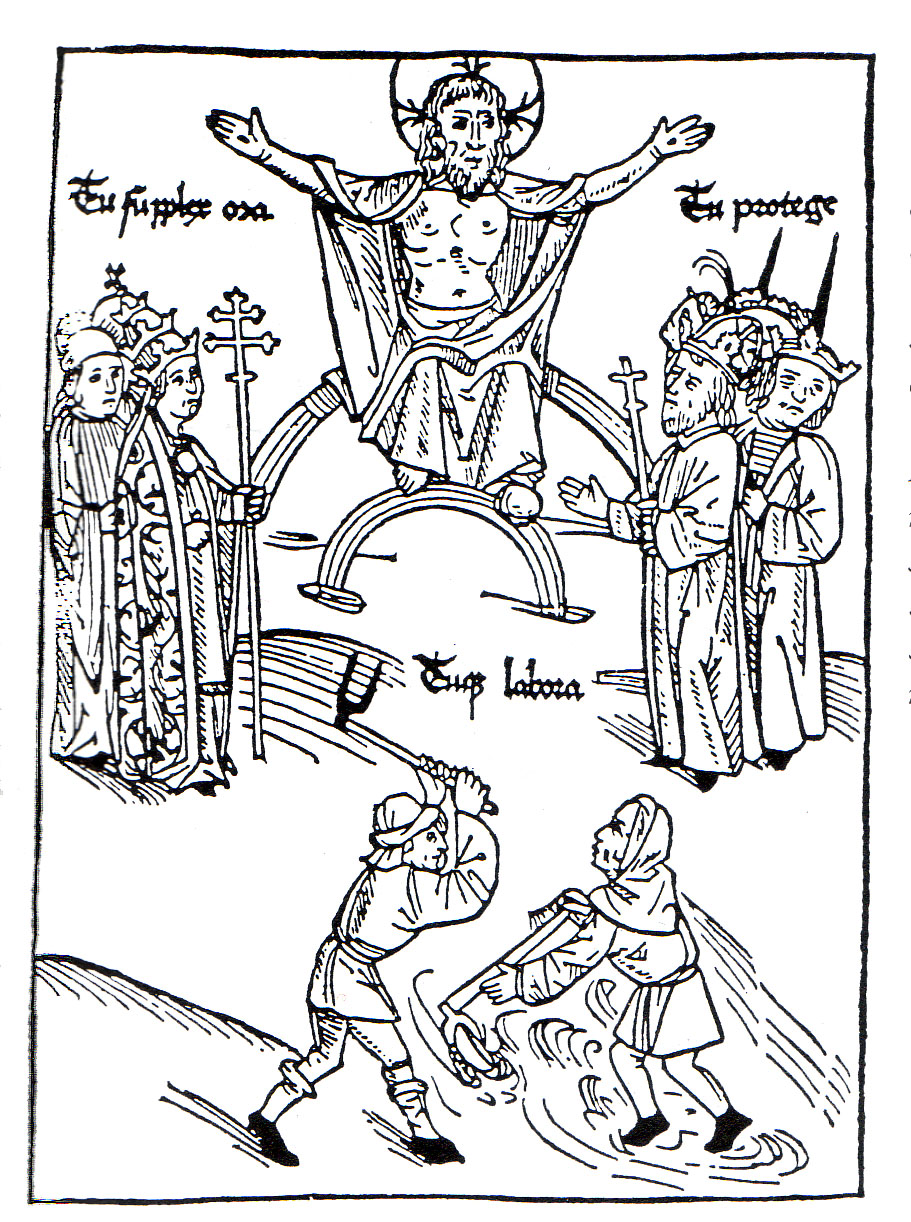
الطبقة الأولى (بالفرنسية premier état) كانت طبقة رجال الدين.

كان عدد سكان فرنسا التي عاد إليها فولتير 1727، نحو تسعة عشر مليوناً من الأنفس، مقسمة إلى ثلاث طبقات: رجال الدين والنبلاء، ثم الطبقة الثالثة التي تضم بقية الشعب. وإذا أردنا أن نفهم الثورة الفرنسية فلا بد لنا من أن ندرس كل طبقة منها دراسة دقيقة.

### الطبقة الأولى: رجال الدين
كانت الكنيسة الكاثوليكية قوة أساسية ذات وجود بارز في كل ركن في الحكومة. وقدر رجال الدين الكاثوليك في فرنسا بنحو 260 ألفاً في 1667، و420 ألفاً في 1715. و194 ألفاً في 1762. وهذه الأرقام كلها من قبيل التخمين، ولكن قد نفترض انخفاض هذا العدد بنسبة 30% في القرن الثامن عشر، على الرغم من تزايد عدد السكان، وحسب لاكروا أن فرنسا كان فيها عام 1763، 18 رئيس أساقفة، 109 أساقفة، و40 ألف قسيس، و50 ألف مساعد قسيس، و27 ألف كاهن، و20 ألف كاتب (من رجال الدين)، ومائة ألف راهب وراهبة وعضو أخوية دينية، ومن بين 740 ديراً كان هناك 625 ديراً يتولى شئونها مساعدو رؤساء أديار، لمصلحة رؤساء أديار متغيبين عنها وكانوا يتمتعون باللقب وبنصف أو ثلثي دخل الدير، دون أن يكون مطلوباً منهم أن يحيوا حياة كنسية.
وكان رجال الدين الأعلى مرتبة يشكلون من الوجهة العملية فرعاً من النبلاء، وكان الملك يعين كل الأساقفة، عادة، بناء على ترشيح السادة الإقطاعيين المحليين، على شرط موافقة البابا. ورغبة من الأسرات ذوات الألقاب في عدم تفتيت ممتلكاتهم بالتوريث، كفلت لصغار أبنائها المناصب الأسقفية ومناصب رؤساء الأديار، حتى أنه في 1789 لم يكن من بين المائة والثلاثين أسقفاً في فرنسا إلا واحداً فقط من الأفراد العاديين غير ذوي الألقاب. وأدخل أبناء الأسرات العريقة هؤلاء معهم إلى الكنيسة عاداتهم الني درجوا عليها في التمتع بترف الدنيا وزخرفها. ومن ذلك أن الأمير الكاردينال إدوارد دي روهان كان في القداس يرتدي ثوباً كهنوتياً له حواش من المخرمات المعقودة، قدرت قيمته بمائة ألف جنيه، وكانت أدوات مطبخه من الفضة الخالصة. وفسر رئيس الأساقفة ديللون دي ناربون للويس السادس عشر، السبب في أنه أي رئيس الأساقفة، استمر في ممارسة الصيد بعد أن حرمه على رجال الدين في أسقفيته، بقوله "مولاي إن رذائل رجالي من عند أنفسهم، ولكني ورثت رذائلي أنا عن أسلافي لقد انقضى العصر الزاهر لرجال الكنيسة-من أمثال بوسويه وفينلون وبوردللو-وأفسح المرح الأبيقوري الصاخب في عهد الوصاية المجال أمام رجال مثل ديبو أوتنسان للترقي في مناصب الكنيسة على الرغم من انغماسهم في ملذات الصيد بنوعيه، اقتناص الحيوان واصطياد النساء. وقضى كثير من الأساقفة معظم حياتهم في فرساي أو باريس، مشاركين البلاط الملكي بهجته ومسراته ومباذله، فاحتفظوا بقدم في الآخرة وقدم في الدنيا، ولم ينسوا نصيبهم من متاعها.
وكان للأساقفة ورؤساء الأديار حقوق السادة الإقطاعيين وواجباتهم، حتى إلى حد تقديم ثور لخدمة أبقار فلاحيهم. وكانت ممتلكاتهم الشاسعة، التي كانت تضم أحياناً مدن بأسرها، تدار كما تدار الممتلكات الإقطاعية. وكان جزء كبير من مدينة فرن ومعظم الأرض المحيطة بها ملكاً للأديار، وفي بعض الكوميونات (وحدات التقسيم الإداري)، عين الأسقف كل القضاة والموظفين، وهكذا عين رئيس أساقفة كمبري الذي كان السيد الأعلى على منطقة تضم 75 ألفاً من السكان كل رجال الإدارة في كاتوكمبرسيس، ونصفهم في كمبراي. وعمر نظام الرقيق لأطول فترة في ضياع الأديار وكان للكهنة في سان كلود في جبال جورا اثنا عشر ألفاً من الرقيق، وقاوموا بشدة الانتقاص من الخدمات الإقطاعية. وارتبطت حصانات الكنيسة وامتيازاتها بالنظام الاجتماعي القائم، كما جعلت لهيئة الكنيسة أقوى تأثير محافظ على القديم يناهض أي تغيير في فرنسا.
وجمعت الكنيسة سنوياً، مع شيء من الاعتدال ومراعاة الظروف، العشور من نتاج كل مالك أرض وماشية، ولكن هذا نادراً ما كان العشر في الواقع، بل كان في الكثير الغالب جزءاً من اثني عشر، وأحياناً جزءاً من عشرين. وبهذه العشور، بالإضافة إلى الهبات والوصية والتوريث، وبدخل العقارات الثابتة، احتفظت الكنيسة بكهنة أبرشياتها فقراء معوزين على حين عاش الأساقفة مترفين منعمين. وأغاثت الكنيسة المحتاجين المعدمين وعلمت الصغار ولقنتهم مبادئها. وفي المقام التالي بعد الملك وجيشه، كانت الكنيسة أقوى وأغنى سلطة في فرنسا. وكانت تمتلك، طبقاً لمختلف التقديرات، ما بين 6% و20% من الأرض، وثلث الثروة. وكان دخل أسقف سنس السنوي 70 ألف جنيه، وأسقف بوفيه 90 ألفاً، ورئيس أساقفة روان 100 ألف، ورئيس أساقفة ناريون 190 ألفاً، ورئيس أساقفة باريس 200 ألف، أما رئيس أساقفة ستراسبورج فقد أربى دخله السنوي على المليون من الجنيهات. وكان رأس مال كنيسة بريمونتريه بالقرب من لاؤون 45 مليوناً من الجنيهات. أما الاخوة الدومنيكان البالغ عددهم 236 في تولوز فقد بلغت مقتنياتهم من الأملاك الفرنسية والمزارع في المستعمرات ومن الرقيق الأسود ما قدرت قيمته بعدة ملايين من الجنيهات أما رهبان سانت مور فقد بلغت قيمة ممتلكاتهم 24 ملوناً من الجنيهات تدر ثمانية ملايين في العام.
ولم تدفع الكنيسة أية ضرائب عن شيء من ممتلكاتها أو دخلها، ولكن كبار رجال الدين كانوا يقررون بصفة دورية في المجامع الوطنية إعانة اختيارية للدولة. وفي 1773 بلغت هذه الإعانة ستة عشر مليوناً من الجنيهات لمدة خمس سنوات. وقد اعتبرها فولتير نسبة عادلة من دخل الكنيسة. وفي 1749 اقترح ماشول دي ارنوفيل المراقب العام المالي أن يستبدل بهذه المنحة الاختيارية ضريبة مباشرة سنوية قدرها 5% من مجموع الدخل تفرض على الكنيسة وعلى عامة الناس وخشي رجال الدين أن تكون هذه خطوة أولى نحو سلب أموال الكنيسة بغية إنقاذ الدولة، فقاوموا الفكرة في «غضب شديد وإصرار». كذلك اقترح ماشول تحريم التوريث بالوصية للكنيسة دون موافقة الدولة، وإلغاء المؤسسات الدينية التي قامت منذ 1636 دون ترخيص من الملك، ومطالبة شاغلي الرتب الكنسية ذوات الدخل بتقديم تقرير عن مواردهم إلى الحكومة. وأبت جمعية انعقدت من رجال الدين الامتثال لهذه القرارات، وقالوا: «لن نوافق إطلاقاً على أن يصبح ما كان حتى الآن ثمرة حبنا وإجلالنا ضريبة على طاعتنا»، وأمر لويس الخامس عشر بفض الاجتماع، كما أصدر المجلس الملكي أوامره إلى المحافظين بجمع ضريبة أولية مقدارها سبعة ملايين ونصف مليون جنيه على أملاك الكنيسة.

### الطبقة الثانية: النبلاء
أطلق السادة الإقطاعيون الإقليميون الذين استمدوا ألقابهم من الأرض التي امتلكوها (وهي ربع أرض فرنسا تقريباً) على أنفسهم اسم «نبلاء السيف». وكانت مهمتهم الرئيسية أن ينظموا ويتولوا قيادة الدفاع عن سيادتهم وعن إقليمهم وعن وطنهم وعن ملكيهم. وفي النصف الأول من القرن الثامن عشر ترأس هؤلاء النبلاء نحو ثمانين ألف أسرة ضم نحو أربعمائة ألف من الأنفس. وكانوا شيعاً أو طبقات متحاسدة، أعلاها طبقة ذرية الملك الذي يتربع في دست الحكم وأولاد أخوته وأخواته. ويلي هؤلاء في منزلة أدنى، طبقة أشراف فرنسا: وتضم الأمراء من أبناء الملوك السابقين، ثم سبعة أساقفة وخمسين دوقاً. ويأتي بعد ذلك الأدواق الأقل شأناً، ثم الحاصلون على لقب مركيز، ثم لقب كونت، ثم لقب فيكونت، ولقب بارون وشيفالييه (نبيل من الدرجة الدنيا). وكانت ثمة امتيازات رسمية تميز هذه السلسلة من المراتب بعضها عن بعض. ومن هنا كان نزاع حاد فاجع حول حق السير تحت المظلة في مواكب عيد القربان أو حق الجلوس في حضرة الملك.
ومن بين نبلاء السيف هؤلاء، تعقبت أقلية منهم أصول ألقابها وممتلكاتها عبر عدة أجيال، واختصت نفسها باسم «النبلاء ذوي المحتد الكريم»، ونظروا فيها بعين الازدراء إلى النبلاء الذين حصلوا على لقب النبالة عن طريق أسلاف حديثي العهد، أو حصلوا عليه هم أنفسهم في عهد لويس الثالث أو لويس الرابع عشر. كما أن بعض هذه الألقاب كانت تمنح لقاء خدمات للدولة في الحرب أو في الإدارة أو في التمويل، كما أن بعضها كان يبيعه الملك المعظم المعوز الراحل، مقابل ستة آلاف جنيه، وبهذه الطريقة، كما قال فولتير، «حصل عدد كبير من المواطنين-رجال المصارف والجراحون والتجار والكتبة وخدم الأمراء-على براءة النبالة» وثمة مناصب حكومية معينة، مثل منصب المستشار أو كبير القضاة، كانت تضفي على شاغليها لقب النبالة تلقائياً. وفي عهد لويس الخامس عشر كان في مقدور أي رجل عادي أن يحصل على النبالة بشراء حق تعيينه وزيراً مقابل مائة وعشرين ألف جنيه. وفي عهد لويس السادس عشر ربما كان هناك نحو تسعمائة وزير وهمي أو صوري من هذا الطراز. كما أنه كان في الإمكان شراء اللقب بشراء ضيعة أحد النبلاء. ويحتمل أنه في 1789، كان نحو 59%، من مجموع النبلاء ينحدرون في الأصل من الطبقة الوسطى.
ووصلت غالبية هؤلاء إلى درجة كبيرة من الأهمية ورفعة الشأن عن طريق دراسة القانون، ومن ثم حصلوا على مناصب القضاء والإدارة. ومن بينهم كان أعضاء البرلمانات الثلاثة عشر التي كانت بمثابة دور قضاء في كبريات المدن في فرنسا، ولما كان يجوز للقاضي أو الحاكم ترك منصبه لابنه، فقد تشكلت أرستقراطية وراثية-هم نبلاء الرداء (الروب). وكان الرداء بالنسبة لرجل القضاء، كما هو بالنسبة لرجل الدين، يمثل نصف السلطة أو السيادة. وكان أعضاء البرلمانات وهم يرفلون في أرديتهم القرمزية، وعباءاتهم الثقيلة والأكوام ذات الأهداب والشعور المستعارة المضمخة والقبعات ذات الريش، يجيئون في مرتبة أدنى من الأساقفة ونبلاء الأرض. ولكن حيث أن بعض الحكام والقضاة أصبحوا، عن طريق الرسوم القانونية التي كانوا يتقاضونها، أكثر ثراء من معظم ملاك الأرض ذوي الحسب والنسب، فقد تحطمت الحواجز بين نبلاء السلاح ونبلاء الرداء وما وافى عام 1789 حتى كان ثمة اندماج كامل تقريباً بين الطبقتين. وبلغت الطبقة التي تكونت عندئذ من وفرة العدد والقوة مبلغاً لم يستطع الملك معه أن يقف في وجهها أو يقاومها، وزعماء الثورة وحدهم هم الذين استطاعوا أن يقضوا على هذه الامتيازات الباهظة التكاليف.
وانتاب الفقر كثيراً من النبلاء القدامى بسبب الإهمال في إدارة ممتلكاتهم أو تغيبهم عنها، أو بسبب أتباعهم أساليب متخلفة في زراعتها، أو إنهاك التربة، أو خفض قيمة العملة التي كانوا يتقاضون بها إيجار الأرض أو الرسوم الإقطاعية. ولما كان المفروض ألا يشتغل النبلاء بالتجارة أو الصناعة، فإن نمو هذه وتلك خلق اقتصاداً قائماً على المال، قد يمتلك المرء في ظله أرضاً شاسعة ولكنه يظل فقيراً. وكان هناك في بعض أقاليم فرنسا مئات من النبلاء يعانون من الفقر مثلما يعاني الفلاحون. ولكن أقلية كبيرة من النبلاء تمتعت بثروات ضخمة وبذروا تبذيراً. فكان الدخل السنوي لمركيز دي فييت 150 ألف جنيه، ولدوق دي شفريز 400 ألف جنيه، ولدوق دي بويون 500 ألف جنيه. وأعفى معظم النبلاء من الضرائب المباشرة، إلا في حالة الطوارئ، حتى تصبح الحياة لديهم أكثر احتمالاً ويسراً. وخشي الملوك أن يفرضوا عليهم الضريبة حتى لا يطالبوا بدعوة مجلس الطبقات، فقد تفرض الطبقات الثلاث في مثل هذا الاجتماع بعض الرقابة على الملك ثمناً للموافقة على الاعتمادات أو الإعانات. قال توكفيل «كان عدم المساواة في الضرائب يعمل على التفرقة بين الطبقات في كل عام حيث أعفى الأغنياء وأثقل كاهل الفقراء». وفي عام 1749 فرضت على النبلاء ضريبة دخل قدرها 5% ولكنهم كانوا يفاخرون بالتهرب منها.
وقبل القرن السابع عشر كان نبلاء الأرض يقومون بمهام الاقتصاد والإدارة والحرب، وأياً كانت طريقة إحراز الممتلكات، فإن هؤلاء السادة نظموا تقسيم الأرض وفلاحتها، إما عن طريق الرقيق أو عن طريق عقود الإيجار، وسهروا على القانون، وقاموا بإجراءات المحاكمة وأصدروا الأحكام، ونفذوا العقوبات، وتعهدوا المدارس والمستشفيات المحلية، ووزعوا الصدقات. وفي مئات من مناطق السيادة والنفوذ مارس السيد الإقطاعي هذه الوظائف والمهام، بالقدر الذي سمحت به الأنانية الطبيعية في الإنسان. وقد اعترف الفلاحون بانتفاعهم منه، ومن ثم فإنهم أطاعوه واحترموه وفي بعض الأحيان أحبوه.
وأدى عاملان أساسيان إلى تبديل هذه العلاقة الإقطاعية: تعيين الحكام أو المحافظين على عهد الكاردينال ريشيليو وما بعده، وتحويل لويس الرابع عشر لكبار السادة الإقطاعيين إلى رجال حاشية. وكان هؤلاء المحافظون موظفين بيروقراطيين من الطبقة الوسطى، يبعث بهم الملك ليحكموا الأقسام الاثنين والثلاثين التي انقسمت إليها فرنسا من الناحية الإدارية. وكانوا عادةً ذوي كفاية ومقدرة ونيات حسنة، ولو لم يكونوا جميعاً من أمثال طورجو. وقاموا بتحسين الأحوال الصحية والإضاءة وتزيين المدن، وأعادوا تنظيم الشئون المالية، وبنوا السدود والخزانات على الأنهار من اجل الري، أو أقاموا الحواجز اتقاء لخطر الفيضانات، وزودوا فرنسا في هذا القرن بشبكة هائلة من الطرق لم يكن لها مثيل في سائر أنحاء العالم. وشرعوا في أن يغرسوا على جوانبها الأشجار التي تظللها اليوم وتزينها. وسرعان ما زحزح تفوقهم في الدأب على العمل والمقدرة والكفاية السادة الإقطاعيين المحليين عن حكم الأقاليم، ورغبة في التعجيل بهذه الزحزحة التي تركز الحكم في أيدي هؤلاء المحافظين، وعمد لويس الرابع عشر إلى دعوة السادة الإقطاعيين للانتظام في بلاطه الملكي. وهناك عينهم في وظائف بسيطة ذات ألقاب رفيعة وأوشحة مخدرة. وفقدوا الاتصال بالشئون المحلية على حين ظلوا يحصلون من مزارعهم على الموارد اللازمة للإنفاق على قصورهم وبطانتهم في باريس أو فرساي. وتشبثوا بحقوقهم الإقطاعية بعد أن تخلوا عن واجباتهم الإقطاعية. إن ضياع المهام الإدارية التي كانوا يقومون بها في مجال الاقتصاد والحكومة جعلهم عرضة للاتهام بأنهم كانوا طفيليات غير ضرورية عالة على فرنسا.

### الطبقة الثالثة

#### الفلاحون
تساءل الاقتصاد السياسي الذي وصمه كارليل بأنه «العلم الكئيب» هل الفقراء فقراء، لأنهم جهلة، أم أنهم جهلة لأنهم فقراء. ويمكن أن نجيب على هذا السؤال، بالموازنة بين الاستقلال البهيج الذي يفاخر به الفلاح الفرنسي اليوم، وحالته في النصف الأول من القرن الثامن عشر.
وفي 1723 كانت حال الفلاح آخذة في التحسن بالمقارنة بالمستوى المنحط الذي هبطت به إليه حروب لويس الرابع عشر وابتزازاته. فإنه خضع للرسوم الإقطاعية ولعشور الكنيسة، إلى جانب إنه امتلك نسبة متزايدة من أرض فرنسا، كانت تتراوح بين 20% في نورماندي وبريتاني و50% في لنجدوك وليموزين. ولكن متوسط حصة هؤلاء الملاك الصغار كان ضئيلاً-من ثلاثة إلى خمسة أفدنة-إلى حد اضطروا معه إلى الاشتغال بأجر في المزارع الأخرى ليعولوا أسراتهم. فإن معظم الأرض كانت ملكاً للنبلاء أو رجال الدين أو الملك، وكانوا يفلحها مستأجرون أو مزارعون نظير جزء من المحصول، أو عمال مياومة تحت إشراف قهرمان أو وكيل مسئول. وكان المالك يتقاضى من المستأجر مالاً وغلة وخدمات أما المزارعون فكانوا يعطون المالك نصف المحصول في مقابل الأرض والآلات الزارعة والبذور.
وعلى الرغم من تزايد ملكية الفلاح ظلت هناك بقايا إقطاعية كثيرة، فإن أقلية ضئيلة من الملاك قد لا يتجاوز 2% هي التي وضعت يدها على أراض معفاة من الرسوم الإقطاعية. وكل الفلاحين باستثناء مالكي هذه الأرض المعفاة، كان مطلوباً منهم أن يعملوا للسيد الإقطاعي المحلي لعدة أيام في السنة تكفي لحرث أرضه وبذرها، وحصاد محصولها وتخزينه. وكانوا يدفعون له رسوماً مقابل صيد السمك في البحيرات أو الجداول المائية ومقابل رعي ماشياتهم في الحقول، مما يقع في زمام أرضه. (في فرائش كومتيه، وأوفرن، وبريتاني، حتى قيام الثورة كانوا يدفعون له مبلغاً من المال مقابل الأذن لهم بالزواج. وكان لزاماً عليهم أن يستخدموا طاحونته ومخبزه ومعصرة النبيذ أو الزيت التابعة له، وليس غيرها. وأن يدفعوا له مالاً في كل مرة يستخدمون فيها شيئاً من هذه. كما نفذوه مالاً عن كل مستوقد أقاموه وكل بئر حفروه وكل جسر عبروه في نطاق أرضه (إن أمثال هذه الضرائب موجود بيننا الآن في أشكال متغيرة، وتدفع للدولة). وكانت القوانين تحرم على السيد ورفاقه الإضرار بمزروعات الفلاح أو حيواناته عند الصيد، ولكن هذه القوانين أغفلت إغفالاً شديداً، وكان محظور على الفلاح أن يطلق النار على حمائم السيد، وهي تأكل محصوله وبناء على تقدير يتسم بالتحفظ بلغت الرسوم الإقطاعية جملتها نحو 14% من إنتاج الفلاح أو دخله، وهناك تقديرات ترفع من هذه النسبة.
وفي بعض الأماكن بقي الرق بمعناه الحقيقي، وقدر مؤرخ اقتصادي مشهور أن عدد الرقيق في فرنسا في القرن الثامن عشر لم يجاوز المليون، ونقص عددهم، ولكن في 1789 كان لا يزال في فرنسا نحو 300 ألف من الأرقاء ومثل هؤلاء الفلاحين كانوا مرابطين بالأرض ولم يكونوا يستطيعون قانوناً أن يهجروا أرضهم أو يبيعوها أو ينقلوها أو يغيروا محال إقامتهم دون موافقة سيدهم. فإذا ماتوا دون أبناء كانوا يعيشون معهم، وعلى استعداد للنهوض بشئون المزرعة، آلت المزرعة بكل معداتها إلى السيد.
وكان على الفلاح، بعد دفع الرسوم الإقطاعية وعشور الكنيسة، أن يجد مالاً أو يبيع شيئاً من نتاجه أو ممتلكاته ليواجه الضرائب التي تفرضها عليه الدولة. ودفع الفلاح وحده ضريبة الأراضي، وبالإضافة إلى ذلك دفع ضريبة الملح، و5% من الدخل ضريبة الرأس عن كل فرد في البيت. وبهذا كان يدفع في الجملة ثلث دخل للمالك والكنيسة والدولة. وكان من سلطة جباة الضرائب أن يدخلوا أو يقتحموا كوخه، ليفتشوا عن المدخرات المخبأة، ويستولوا على الأثاث تسديداً لمبلغ الضريبة المفروضة على الأسرة. وكما كان الفلاح ملزماً بالعمل ودفع الرسوم لسيده، فإنه بعد 1733 كان ملزماً بأن يعمل للدولة بدون أجر من 12 إلى 15 يوماً في السنة، في إقامة الجسور وبناء الطرق أو إصلاحها (أعمال السخرة). وكان يعاقب بالسجن إذا قاوم أو توانى.
ومذ تصاعدت الضرائب بازدياد الدخل والتحسينات، فإنه لم يكن ثمة ما يحفز الفلاحين على الابتكار والعمل والمغامرة. وظلت أساليب الزراعة بدائية في فرنسا، إذا قورنت بالأساليب في إنجلترا المعاصرة. وكانت فرنسا تتبع نظام إراحة الأرض الذي يقضي بترك كل قطعة دون زراعة سنة في كل ثلاث سنين، على حين أدخلت إنجلترا نظام الدورة الزراعية. وكانت الزراعة المكثفة غير معروفة تقريباً، والمحاريث الحديدية نادرة الوجود. وكانت الحيوانات قليلة العدد في المزرعة، كما كان السماد قليلاً. وكان متوسط الأرض المملوكة ضئيلاً إلى حد لا يسمح باستخدام الآلات بشكل مجز.
وروع السائحون الإنجليز في ذلك العصر لفقر الفلاح الفرنسي. ففي 1718 كتبت السيدة ماري مونتاجو: "في كل محطة كنا نقف فيها لتبديل خيول البريد كان أهل البلدة جميعاً يخرجون إلينا يسألوننا إحساناً، في وجوه أضناها البؤس والجوع وملابس رثة ممزقة، وما كانوا بعد ذلك في حاجة إلى دليل أبلغ من ذلك لإقناعنا بتعاسة أحوالهم. ولم يرسم المراقبون الفرنسيون صورة أكثر إشراقاً من هذه إلا في وقت متأخر من هذا القرن. وقال سان سيمون: "في 1825 كان الناس في نورماندي يعيشون على حشائش الحقول. إن أول ملك في أوروبا عظيم لمجرد كونه ملك الشحاذين. وتحويله مملكته إلى مستشفى فسيح الأرجاء يقيم فيه أناس يعانون سكرات الموت، انتزع منهم كل شيء دون أن يبدوا شيئاً من التذمر". وفي 1740 حسب المركيز رينيه لويس دي أرجنسون، أن عدد الفرنسيين الذين ماتوا بسبب الفقر والعوز في العامين الأخيرين أكبر من عدد من قتلوا في حروب لويس الرابع عشر كلها". وقال بسنارد: "كانت ملابس الفقراء من الفلاحين-وكانوا كلهم تقريباً فقراء-تدعو إلى الإشفاق والرثاء، حيث لم يكن لدى الفرد منهم إلا ثوب واحد للصيف والشتاء معاً.... أما الحذاء الوحيد (المرقع الواهي المثبت بالمسامير) الذي اقتناه عند زواجه، فكان لزاماً أن يستخدمه بقية أيام حياته، أو على الأقل طيلة بقاء الحذاء". وقدر فولتير أن مليوني فلاح فرنسي كانوا يستخدمون نعالاً خشبية في الشتاء، وكانوا يسيرون حفاة الأقدام في الصيف، لأن الضرائب الباهظة المفروضة على الجلود جعلت الأحذية ضرباً من الترف (51) أما مسكن الفلاح يبنى من الطين مع سقف من القش، وكان عادة يتكون من غرفة واحدة، منخفضة لا سقف لها في بعض الأجزاء في شمال فرنسا، على أن الأكواخ كانت تبنى أقوى حتى تحتمل البرد والرياح في الشتاء". وكان طعام الفلاح يتألف من الحساء والبيض ومنتجات الألبان وخبز الشعير أو الشوفان. أما اللحم وخبز القمح فكان أكلهما إسرافاً طاوئاً. ففي فرنسا، كما هو الحال في أي مكان آخر، كان أولئك الذين يطعمون الأمة لا يملكون من الغذاء إلا أقله.
ووجد الفلاح بعض العزاء والسلوى من هذه الحياة الشاقة في الخمر والدين. وكانت الحانات كثيرة وصنع الجعة في الدار مشجعاً. وكانت الأخلاق خشنة جافة، طابعها الوحشية. وكثيراً ما تفجرت أعمال العنف بين الأفراد والأسرات والقرى. ولكن سادت الأسرة عاطفة حب قوية، ولو أنها صامتة، وكان الأبناء كثيرين، ولكن اختطفت يد المنون معظمهم قبل أن يبلغوا رشدهم. وكاد ألا يكون هناك زيادة في سكان فرنسا فيما بين عامي 1715 و1740. فقد أحدثت الحرب والمرض والقحط أثرها بانتظام وفق ما جاء في نظرية مالتس.

#### البروليتاريا (العمال الكادحون)
كان خدم المنازل أدنى مكانة من الفلاحين في السلم الاجتماعي، وكانوا فقراء إلى حد لم يهيئ إلا لقليل منهم أن يتزوجوا. وكانت طبقة البروليتاريا في المدن أعلى قليلاً من الفلاحين، وكانت تشكل الحرفيين في الحوانيت والمصانع وحمالي البضائع ومتعهدي الخدمات وعمال البناء أو الترميم. وكان معظم الصناعة لا يزال منزلياً أو محلياً يقوم في أكواخ ريفية أو في الدور في المدن الصغيرة. وكان التجار يقدمون المواد الخام، ويجمعون الإنتاج، ويستولون على كل الربح تقريباً. وكانت الصناعة في المدن إلى حد كبير في الطور النقابي (نظام نقابات العمال وطوائفهم في العصور الوسطى)، فكان هناك المعلمون والغلمان الذين يتدربون، وعمال المياومة المهرة، يعملون جميعاً وفقاً للقواعد القديمة التي حددت النقابة والحكومة بمقتضاها ساعات العمل وشروطه، وطرز الإنتاج ونوعيته وسعره والمنطقة المحدودة المسموح فيها بالبيع. إن هذه التنظيمات والقواعد جعلت من التحسينات أمراً عسيراً، واستبعدت حافز المنافسة الخارجية، وأسهمت مع رسوم التجارة الداخلية في تعويق التنمية الصناعية. وكانت النقابات قد أصبحت أرستقراطية عمالية، وارتفعت الرسوم على القبول في سلك المعلمين الصناعيين إلى ألفي جنيه، واتجهت هذه المهنة إلى أن تكون وراثية. وكان العمل في الحوانيت يبدأ مبكراً وينتهي متأخراً. وكان عامل المياومة حول فرساي يبدأ عمله في الرابعة صباحاً وينتهي منه في الثامنة مساءاً. ولكن العمل كان أقل إجهاداً منه في المصانع اليوم، كما أن أعياد الكنيسة هيأت أيام عطلة كثيرة.
وكانت الصناعة في معظمها «صغيرة» تستخدم ثلاثاً أو أربعاً من «الأيدي العاملة» من خارج الأسرة. بل أن المدابغ ومصانع الزجاج والمصابغ كانت مؤسسات صغيرة. وكان عدد العمال في بوردو لا يتجاوز أربعة أمثال أصحاب العمل. واحتفظت الحكومة على أية حال ببعض مصانع كبيرة-مصانع الصابون، ومصانع نسيج الجوبلان (المزدان بالرسوم) ومصانع الخزف الصيني في سيفر. وأخذت عملية التعدين في التوسع بعد أن حل الفحم محل الخشب في الوقود. وثارت الاحتجاجات على دخان الفحم الذي يلوث الهواء، ولكن الصناعة آنذاك، كما هو الحال اليوم، مضت تشق طريقها، وتعرضت صحة الناس في باريس، وفي لندن على حد سواء، للخطر نتيجة لتنفس هذا الهواء الملوث. وكانت هناك مصانع للصلب في دوفيني، ومصانع للورق في أنجوموا. وتوسعت مصانع النسيج توسعاً ملحوظاً في الشمال، فاستخدم فان روبيه 1500 عامل في مصنع واحد في آبفيل واستخدم فان دركروسن ثلاثة آلاف رجل في ليل. وشجع ازدياد العمال هذا على تقسيم العمل والتخصص فيه، وحفز على اختراع الآلات للعمليات المكررة على نسق واحد (الروتينية) وتضمنت دائرة معارف ديدرو (1751 وما بعدها) أوصافاً ورسوماً مدهشة لآلات متنوعة معقدة أدخلت بالفعل في الصناعة في فرنسا، يندر أن تكون قد نالت استحساناً أو ترحيباً من البروليتاريا. وحين أقيم نول جاكار (لحياكة الأقمشة المصورة) في ليون، عمد عمال نسيج الحرير إلى تهشيمه، خشية أن يلقى بهم في عرض الطريق بلا عمل.
ورغبة في تشجيع الصناعات الجديدة فإن حكومة فرنسا-كما فعلت حكومة إنجلترا في عصر اليزابث-منحت عدة احتكارات، مثال ذلك أنها منحت أسرة فإن روبية احتكار إنتاج الأقمشة الهولندية الرفيعة، كما ساعدت مشروعات أخرى بمعونات وقروض دون فوائد. وفرضت الحكومة على كل الصناعة تنظيماً صارماً موروثاً عن كولبير. وأثار هذا الأسلوب اعتراضاً متزايداً من جانب أصحاب المصانع والتجار الذين دفعوا بأن الاقتصاد ينمو ويزدهر إذا تحرر من تدخل الحكومة، وترديداً لهذا المطلب، قال فنسنت دي جورناي (حوالي 1755) عبارته التاريخية اتركه وحده «اتركه يعمل» التي عبرت في الجيل التالي، على لسان فرانسوا كني وترجو، عن المذهب الفيزيوقراطي الذي نادى بحرية العمل والتجارة.
واستاء الحرفيون أيضاً من هذه القواعد والتعليمات التي وقفت حجر عثرة في سبيل تنظيمهم من اجل ظروف عمل وأجور أفضل. ولكن أهم ما هاج حفيظتهم هو أن عمال الريف والمصانع كانوا ينتزعون السوق من أيدي النقابات. فما وافى عام 1756 حتى كان أصحاب المصانع قد هبطوا بالحرفيين في المدن الكبرى-حتى بالمعلمين النقابيين-إلى مستوى الإجراء الذين يعتمدون في عملهم على المقاولين أو الملتزمين. وفي نطاق النقابات أجرى المعلمون-تخفيضاً في أجور عمال المياومة الذين عمدوا إلى الإضراب على نحو دوري. وكان الفقر في القرى شديداً مثلما هو في المدن تقريباً. ووصل نقص المحاصيل بالطبقة الكادحة، البروليتاريا، في المدن إلى حد المجاعة والشغب كل بضع سنين، كما حدت في تولوز 1747، وفي باريس 1751، وفي تولوز 1752 وكان القسيس الملحد جان مزلييه قد اقترح بالفعل، حوالي 1749 استبدال شيوعية قائمة على الحرية بالنظام القائم.
وفي أواسط القرن كانت باريس وروان وليل وليون وبوردو ومرسيليا تعج بالبروليتاريا. وتفوقت ليون بوصفها مركزاً صناعياً لبعض الوقت على باريس. وقد وصفها الشاعر الإنجليزي توماس جراي في 1739 بأنها "ثانية مدن المملكة من حيث الاتساع والمكانة. وشوارعها بالغة الضيق والقذارة، ودورها بالغة الارتفاع والاتساع (تتكون الدار من خمسة طوابق في كل طابق 25 غرفة)، مكتظة بالسكان". وكانت باريس خلية هائجة، يقطنها 800 ألف منهم 100 ألف خادم، و20 ألف متسول، وفيها الأكواخ الكئيبة والقصور الفخمة، والأزقة والحارات المظلمة والشوارع القذرة وراء المتنزهات الأنيقة، وفيها الفن إلى جانب الإملاق والفقر المدقع. وسارت فيها المركبات الكبيرة والمركبات العامة ذات الجواد الواحد والمحفات يصطدم بعضها ببعض مع تبادل السباب والشتائم، واختناق شديد في حركة المرور. وكانت بعض الشوارع قد صفت منذ 1690 وعام 1742 رصف تريساكيه الطرق بأحجار ملساء، ولكن معظم الشوارع كانت قذرة تماماً، مملوءة بالحصى الكبير الذي يصلح لإقامة المتاريس في أثناء الثورات. وبدأت مصابيح الشوارع تحل محل الفوانيس في 1745 ولكنها لم تكن تضاء إلا إذا لم يكن القمر بدراً. وظهرت لافتات أسماء الشوارع في 1728. ولكن لم توضع للبيوت أرقام قبل الثورة. وكان للأغنياء وحدهم صنابير ماء في بيوتهم، أما سائر الناس فكان يزودهم بالماء عشرون ألف سقاء يحمل الواحد منهم دلوين بهما أحياناً سبع مجموعات من درجات السلم. أما المراحيض في المنازل والحمامات المزودة بالماء الجاري الساخن والبارد، فكانت امتياز لكبار الأثرياء. وظلت آلاف الحوانيت، المشهورة بشعاراتها الرائعة المثيرة، على حالتها من الفوضى في الموازين والمقاييس المتضاربة والمشتبه فيها، إلى أن وضعت الثورة النظام المتري (العشري). وكان هناك أصحاب حوانيت أمناء في "متاجر الثقة"، ولكن الغالبية اشتهرت بالتطفيف في المقاييس والتلاعب في الأسعار ورداءة أنواع السلع. وكان بعض الحوانيت ينتحل عظمة زائفة خداعة لأن أصحابها كانوا يستقلون العربات. وكان الفقراء من الناس يعتمدون في شراء حاجياتهم أساساً على الباعة المتجولين الذين حملوا بضاعتهم جاهدين في دلاء أو سلال على ظهورهم، والذين أسهموا في موسيقى الشوارع بصيحاتهم ونداءاتهم التقليدية غير المفهومة التي يدعون بها الناس إلى الشراء، من "البطاطس المطبوخة" إلى الموت للفئران "فقد نازعت الفئران الناس على تيسيرات السكنى في المدينة، وزاحم الرجال النساء والأطفال الفئران في مسابقة الحصول على الطعام. قال رجل فارسي كان في زيارة مونتسكيو": "البيوت مرتفعة إلى حد يظن معه أنه لا يقطنها إلا منجمون. ولك أن تتخيل مدينة بنيت في الهواء، فيها أقيمت ستة أو سبعة منازل الواحد منها فوق الآخر وهي مزدحمة بالسكان، حتى إذا نزلوا جميعاً إلى الشارع، رأيت هناك حشداً رائعاً. لقد بقيت هنا شهراً، لم يقع نظري فيه على شخص واحد يسير بخطى وئيدة. وليس في العالم كله مثل الرجل الفرنسي وهو يجتاز الطريق، إنه يعدو أو يطير. أضف إلى ذلك المتسولين والمتشردين والنشالين والمغنين في الشوارع والنافخين في الأرغن والدجالين بائعي الأدوية المزيفة. وجملة القول أنهم شعب تشيع فيه مائة من أخطار البشر، لا يوثق به إطلاقاً، متلهف على الكسب، مسرف في الدنس والتجديف بكل معنى الكلمة. ولكنه إذا أوتي اليسير من الطعام أو النبيذ فهو ألطف شعوب العالم وأكرمها وأكثرها مرحاً وابتهاجاً.

#### البرجوازية
بين الطبقتين الدنيا والعليا قامت الطبقة الوسطى، تضمر لها أولاهما البغض والكراهية، وتزدريها الثانية، وكانت تضم الأطباء والأساتذة ورجال الإدارة وأصحاب المصانع والتجار ورجال المال، وهي طبقة شقت طريقها إلى الثروة والنفوذ والسلطة في حذق ومهارة وصبر وجلد.
وقام أرباب المصانع بمغامرات اقتصادية وتطلبوا من أجلها عائداً وفاقاً. وشكوا من انهم يتعرضون لمائة من المضايقات التي تسببها لهم تعليمات الحكومة ورقابة النقابات على السوق والعمال المهرة، واغتاظ التجار الذين يوزعون المنتجات من فرض ألف من المكوس والرسوم التي تعوق حركة البضائع، ذلك أنه عند كل نهر أو قناة أو مفترق طرق كان هناك وكيل عن النبيل أو رجل الكنيسة مالك الأرض، ليتقاضى رسماً على الترخيص بمرور البضائع. وأوضح السيد المالك أن هذه المكوس غنما هي تعويض معقول له عما ينفق في صيانة الطرق والجسور والمعابر وإصلاحها لتبقى صالحة للاستعمال. وألغى مرسوم ملكي صادر في عام 1724 ألفاً ومائتين من هذه المكوس، ولكن بقيت بعد ذلك منها مئات لعبت دوراً في كسب البورجوازية إلى جانب الثورة وتأييدها لها.
أما التجارة الفرنسية التي كانت معوقة في الداخل فقد انتشرت واتسعت فيما وراء البحار. وسيطرت مرسيليا، وكانت ميناء حرة، على تجارة أوروبا مع تركيا والشرق. ومدت شركة الهند التي أعيد تأسيسها 1743، أسواقها ونفوذها السياسي في البحر الكاريبي ووادي الميسيسيبي وأجزاء من الهند. ورفعت بوردو، وهي، المنفذ السياسي لتجارة الأطلنطي، تجارتها البحرية من أربعين ملوناً من الجنيهات في عام 1724 إلى 250 مليوناً في 1748. وأبحر أكثر من 300 سفينة سنوياً من بوردو ونانت إلى أميركا، يحمل معظمها العبيد ليعملوا في مزارع قصب السكر في جزر الأنتيل ولويزيانا. وفاقت نسبة المبيعات من السكر المنتج من أمريكا الفرنسية مثيلتها من السكر الإنجليزي المنتج في جمايكا وباربادوس في الأسواق الأوربية، وربما كان هذا من أسباب حرب السنين السبع، وارتفعت جملة تجارة فرنسا الخارجية من 215 مليوناً من الجنيهات في 1715 إلى 600 مليون في 1750. وقدر فولتير أن عدد السفن التجارية التي استخدمتها فرنسا زاد من 300 سفينة في 1715 إلى 800 في 1738.
أنت الأرباح المتزايدة من التجارة البحرية الدافع الأساسي لغزو المستعمرات. وكانت حماسة التجار والمبشرين الفرنسيين قد كسبت لفرنسا معظم كندا وحوضي الميسيسيبي وبعض الجزر في البحر الكاريبي. وتحدت إنجلترا هذه الممتلكات الفرنسية على اعتبار أنها تضيق الخناق على مستعمراتها في أمريكا وتعرضها للخطر. والحرب هي التي يمكن أن تحسم هذه القضية، ودب الخلاف بين إنجلترا وفرنسا في الهند بسبب منافسة مماثلة. وكان الفرنسيون في 1683 قد وطدوا مركزهم على الساحل الشرقي جنوبي مدراس، وفي 1688 حصلوا من إمبراطور المغول على حق السيطرة الكاملة على شاندرناجور شمالي كلكتا. وفي ظل القيادة النشيطة اليقظة لجوزيف دوبليكس، استولى هذان الثغران على كثير من التجارة والثروة إلى حد أحست معه شركة الهند الشرقية الإنجليزية، التي كانت قد أقامت لها مراكز في مدراس (1639) وبمباي (1668) وكلكتا (1686)-أنها مضطرة إلى خوض الحرب مع الفرنسيين من أجل مملكة المغول التي تتمزق أوصالها.
ولما رأت إنجلترا وفرنسا أنهما على طرفي نقيض في حرب الوراثة النمساوية (1744) فان ماهي دي لابور دونيه-الذي كان قد ضرب رقماً قياسياً في الإقدام والمغامرة في إدارة جزر موريشيوس وبوربون الفرنسية في المحيط الهندي-عرض على حكومة فرساي خطة «للقضاء على التجارة وعلى المستعمرات الإنجليزية في الهند». وهاجم مدراس بأسطول فرنسي، بموافقة دوبليكس الحسود، وسرعان ما أرغم المدينة على الاستسلام (1746) وتحت مسئوليته الخاصة وقع مع السلطات الإنجليزية اتفاقية تقضي بإعادة مدراس إليهم لقاء تعويض قدره 420 ألف جنيه. ورفض دوبليه التصديق على الاتفاقية، ولكن لابوردونيه أصر في عناد، وأبحر على سفينة هولندية إلى أوروبا: وأسرته سفينة إنجليزية، وأطلق سراحه تحت وعد شرف، ودخل باريس فزج به في الباستيل بتهمة التمرد والخيانة، وطلب المحاكمة، وبعد عامين قضاهما في السجن حوكم وقضى له بالبراءة (1751) وتوفي 1753. وفي تلك الأثناء حاصر أسطول إنجليزي قوى بوندشيري (أغسطس 1748) فدافع عنها دوبليكس دفاعاً مجيداً حتى رفع الحصار عنها (أكتوبر). وبعد ذلك بسبعة أيام وصلت الأنباء إلى الهند بأن معاهدة إكس لاشابل أعادت مدراس إلى إنجلترا. ذلك أن الحكومة الفرنسية أدركت أنه مقضي عليها بالهزيمة في الهند بسبب ضعف قواتها البحرية، فرفضت أن تدعم مشروعات دوبليكس في الغزو والفتح، وأرسلت إليه قوات واعتمادات هزيلة، وأخيراً استدعته إلى فرنسا (1754). وامتد به الأجل حتى رأى الإنجليز يوقعون بالفرنسيين هزيمة منكرة في الطور الهندي من حرب السنين السبع.
وكان «رجال المال» في قمة الطبقة الثالثة وكانوا من مقرضي النقود على نطاق ضيق، من الطراز العتيق المحافظ، أو من أصحاب المصارف بكل معنى الكلمة، الذين يتعاملون في الودائع والقروض والاستثمارات، أو من «ملتزمي الضرائب» الذين يعملون للدولة باعتبارهم «وكلاء الدخل». وكانت القيود التي فرضتها الكنيسة الكاثوليكية على تقاضي فوائد الأموال قد ضعف أثرها أو أصبحت غير ذات موضوع تقريباً، في تلك الأيام. ورأى جون لو أن نصف فرنسا متلهف على الاتجار في الأسهم والسندات، وافتتحت باريس سوق الأوراق المالية (البورصة) فيها سنة 1724.
وكان بعض (رجال المال) أغنى من معظم النبلاء. فكان باريس مونتمارتل يمتلك مائة مليون جنيه، ولينورمان دي تورنهيم عشرين مليوناً، وصمويل برنارد 33 مليوناً. وزوج برنارد بناته من أزواج أرستقراطيين حيث دفع لكل منهن مهراً قدره 800 ألف جنيه. وكان سيداً مهذباً محباً لوطنه. وفي 1715 حدد بنفسه الضرائب المستحقة على ممتلكاته بمبلغ تسعة ملايين من الجنيهات، ومن ثم كشف ثروة كان يمكن أن يخفيها جزئياً. وعندما قضى نحبه (1739)، أماط فحص حساباته اللثام عن المدى الواسع لصدقاته الخفية. أما الاخوة الأربعة الذين حملوا لقب «باريس» فقد طوروا مؤسستهم المصرفية إلى سلطة سياسية. وتعلم منهم فولتير كثيراً من براعته المالية، فأذهل أوروبا لكونه فيلسوفاً و «مليونيراً» في الوقت معاً.
وكان "الملتزمون العامون" أبغض رجال المال في فرنسا في القرن الثامن عشر. وكان النظام "الملتزم العام" قد أدخل في 1697 لجمع الضرائب غير المباشرة-أساساً الضرائب على الإعانات والتسجيلات والطلبات والملح والتبغ-ولكي تنفق الحكومة هذه الإيرادات قبل جمعها ألزمت بها شخصاً يدفع لها المبلغ المتعاقد عليه، مقابل حق جبايتها على مدى ست سنوات. وانعكس ازدياد الضرائب والثروة والتضخم في ارتفاع ثمن هذا العقد الرابح: 80 مليوناً 1726، 92 مليوناً 1744، 152 مليوناً 1774. ولم تقع أية حكومة يوماً في حيرة جرياً وراء الطرق التي تنفق بها أموال شعبها وفوضت للمتعاقد مهمة جمع الضرائب بالتعاقد إلى أربعين "ملتزماً عاماً" أو أكثر، دفع كل منهم كلوناً من الجنيهات أو أكثر ضماناً مقدماً، ولعق أصابعه كلما مرت بها الإيرادات، وهكذا، فيما بين عامي 1726-1730 جاوزت أرباح الملتزمين العامين الأربعين 156 مليوناً من الجنيهات. وابتاع كثير من أمثال هؤلاء الجباة الضياع والألقاب وشادوا القصور الفخمة وعاشوا حياة غاية في البذخ والترف، مما أثار حنق الأرستقراطية ورجال الكنيسة. وجمع بعضهم روائع الفن وأحاطوا أنفسهم بالفنانين والشعراء والخليلات، وفتحوا أبواب بيوتهم مأوى أو منتدى للصفوة من أهل الفكر وكان "ألطف الفلاسفة، هلفشيوس، واحداً من أكرم "الملتزمين العاميين". وقضى روسو فترة طويلة في ضيافة مدام دي ابيناي زوجة أحد الملتزمين. واستمتع رامو وفانلو بكرم الضيافة لدى الاسكندر دي لابوبلنيير الذي اشتهر من بين رجال المال بأنه يمثل ميسيناس (رجل الدولة الروماني من رعاة الدب صديق هوراس وفرجيل في القرن الأول ق.م) وثار كبار أفراد البورجوازية المتلهفون على الاعتراف بمكانتهم الاجتماعية، لأنفسهم من استهجان الكنيسة واحتقار النبلاء لهم، بمناصرة الفلاسفة ضد الكنيسة، ثم ضد النبلاء فيما بعد، وربما كان رجال المال هم الذين أمدوا الثورة بالمال.

## طبقات المجتمع العامة

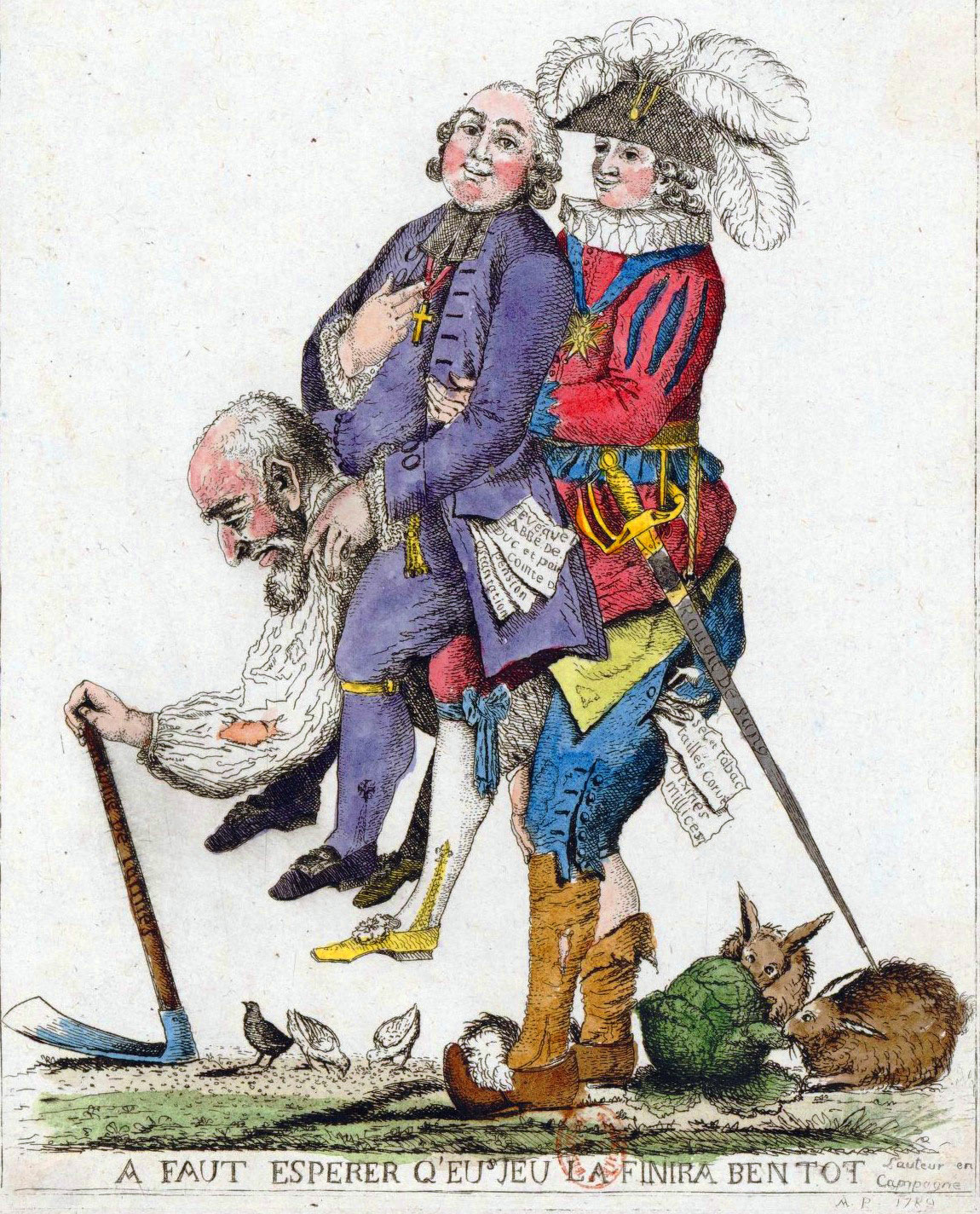
« كاريكاتير الطبقات الثلاث : فلاح، ونبيل ورجل دين»، كاريكاتير مجهول، 1789

طبقات المجتمع العامة في أوروبا، كانت في حقيقة الأمر هي جمعية عامة للمواطن دعا إليها فيليب الرابع عام 1302.
في الفترة التي سبقت طبقات المجتمع العامة 1789، كانت فرنسا تحت سيطرة دين عام غير منظم (حوالي 3.56 بليون جنيه ، وتعاني من تضخم مريع وندرة الغذاء على نطاق واسع (المجاعة الكبيرة في شتاء 1789). أدى هذا إلى انتشار السخط العام وأفرز جماعة من ممثلي الطبقة الثالثة (612 بالتحديد) قامت بالضغط للحصول على مجموعة من الاصلاحات الراديكالية نسبياً، كان الكثير منها موائم لأهداف وزير المالية جاك نكير، لكنها كانت مخالفة تماماً لأمنيات بلاط الملك لويس السادس عشر والكثير من النبلاء الذين يشكلون حلفاؤه من الطبقة الثانية (على الأقل حلفاؤه ضد فرض المزيد من الضرائب على أنفسهم والاحتفاظ بضرائب غير مكافئة مع تلك المفروضعة على العامة).

## المملكة المتحدة
في الوقت الذي لم يتم صياغة الطبقات الاجتماعية بطريقة تعطل مسيرة المجتمع، كان البرلمان الإنجليزي (في وقت لاحق البريطاني) يستند لوقت طويل على خطوط الطبقة الاجتماعي الكلاسيكية ليتكون من «اللوردات الدينيون والدنيويون، والعامة» كان التقليد أن يجلس اللوردات الدينيون والدنيويون منفصلين عن العموم بدءاً من عهد إدوارد الثالث في القرن 14.

## الامبراطورية الرومانية المقدسة
كان للامبراطورية الرومانية المقدسة نظام امبراطوري (ريجستاج). كان رجال الدين يمثلهم أمراء أساقفة مستقلون، أمراء-مطارنة وأمير الدير من مختلف الأديرة. كانت طبقة النبلاء تتكون من الحكام الأرستقراطيين المستقلين: لأمراء المنتخبين العلمانيين، الملوك، الدوقات، الحكام العسكريين، الكونتات وآخرين. وكانت طبقة المواطنيون تتكون من ممثلي المدن الامبراطورية المستقلين. وكان الكثير من الناس ممن كانت أراضيهم ضمن الامبراطورية الرومانية المقدسة يتمتعون باستقلالية لمئات السنين ولم يكن لهم ممثلين في النظام الامبراطوري، وكان منهم الفرسان الامبراطوريون والقرى المستقلة. كانت سلطة النظام الامبراطورية محدودة، بالرغم من الجهود المركزية.
كان للنبلاء ورجال الدين طبقات اجتماعية خاصة بهم تمكنهم من ممارسة سلطة كبيرة في الشئون المحلية. وكانت الصراعات على السلطة بين الحاكم وطبقات المجتمع مشابهة للأحداث التي وقعت في تاريخ البرلمان البريطاني والفرنسي.

## أتحاد شفابيان
كان أتحاد شفابيان، سلطة اقليمية بارزة في الأجزاء التي يسيطر عليها في ألمانيا بالقرن 15، وكان له أيضاً طبقات اجتماعية خاصة به، مجلس اتحادي حاكم يتكون من ثلاث طبقات: الأمراء، المدن والفرسان.

## الامبراطورية الروسية
في أواخر الامبراطورية الروسية كان يطلق على الطبقات الاجتماعي السوسلوفيات. وكان هناك أربع طبقات اجتماعية رئيسية: النبلاء (دفوريانستفو)، رجال الدين، سكان الريف، وسكان الحضر، ويوجد تقسيم أكثر تفصيلاً فيما بينهم. كانت تقسيم الطبقات الاجتماعية ذو طبيعة مختلطة، تقليدياً، مهنياً، ورسمياً: على سبيل المثال، التصويت في الدوما، كانت يتم من قبل الطبقات الاجتماعية. كان تعداد الامبراطورية الروسية يسجل الطبقات.